# Grand Prix Niemiec 2019
Grand Prix Niemiec 2019, oficjalnie Formula 1 Mercedes-Benz Großer Preis von Deutschland 2019 – jedenasta runda eliminacji Mistrzostw Świata Formuły 1 w sezonie 2019. Grand Prix odbyło się w dniach 26–28 lipca 2019 na torze Hockenheimring w Hockenheim.
W ankiecie przeprowadzonej na oficjalnej stronie Formuły 1 Grand Prix zostało wybrane najlepszym wyścigiem sezonu 2019. Uzyskało 23% głosów, wyprzedzając GP Brazylii (13%), GP Austrii i GP Włoch (po 3%) oraz GP Wielkiej Brytanii (2%).

## Lista startowa
| Nr | Kierowca           | Zespół                           | Samochód                      | Silnik           | Opony |
| -- | ------------------ | -------------------------------- | ----------------------------- | ---------------- | ----- |
| 3  | Daniel Ricciardo   | Renault F1 Team                  | Renault R.S.19                | Renault 1.6T V6  | P     |
| 4  | Lando Norris       | McLaren F1 Team                  | McLaren MCL34                 | Renault 1.6T V6  | P     |
| 5  | Sebastian Vettel   | Scuderia Ferrari Mission Winnow  | Ferrari SF90                  | Ferrari 1.6T V6  | P     |
| 7  | Kimi Räikkönen     | Alfa Romeo Racing                | Alfa Romeo C38                | Ferrari 1.6T V6  | P     |
| 8  | Romain Grosjean    | Rich Energy Haas F1 Team         | Haas VF-19                    | Ferrari 1.6T V6  | P     |
| 10 | Pierre Gasly       | Aston Martin Red Bull Racing     | Red Bull RB15                 | Honda 1.6T V6    | P     |
| 11 | Sergio Pérez       | SportPesa Racing Point F1 Team   | Racing Point RP19             | Mercedes 1.6T V6 | P     |
| 16 | Charles Leclerc    | Scuderia Ferrari Mission Winnow  | Ferrari SF90                  | Ferrari 1.6T V6  | P     |
| 18 | Lance Stroll       | SportPesa Racing Point F1 Team   | Racing Point RP19             | Mercedes 1.6T V6 | P     |
| 20 | Kevin Magnussen    | Rich Energy Haas F1 Team         | Haas VF-19                    | Ferrari 1.6T V6  | P     |
| 23 | Alexander Albon    | Red Bull Toro Rosso Honda        | Toro Rosso STR14              | Honda 1.6T V6    | P     |
| 26 | Daniił Kwiat       | Red Bull Toro Rosso Honda        | Toro Rosso STR14              | Honda 1.6T V6    | P     |
| 27 | Nico Hülkenberg    | Renault F1 Team                  | Renault R.S.19                | Renault 1.6T V6  | P     |
| 33 | Max Verstappen     | Aston Martin Red Bull Racing     | Red Bull RB15                 | Honda 1.6T V6    | P     |
| 44 | Lewis Hamilton     | Mercedes-AMG Petronas Motorsport | Mercedes AMG F1 W10 EQ Power+ | Mercedes 1.6T V6 | P     |
| 55 | Carlos Sainz Jr.   | McLaren F1 Team                  | McLaren MCL34                 | Renault 1.6T V6  | P     |
| 63 | George Russell     | ROKiT Williams Racing            | Williams FW42                 | Mercedes 1.6T V6 | P     |
| 77 | Valtteri Bottas    | Mercedes-AMG Petronas Motorsport | Mercedes AMG F1 W10 EQ Power+ | Mercedes 1.6T V6 | P     |
| 88 | Robert Kubica      | ROKiT Williams Racing            | Williams FW42                 | Mercedes 1.6T V6 | P     |
| 99 | Antonio Giovinazzi | Alfa Romeo Racing                | Alfa Romeo C38                | Ferrari 1.6T V6  | P     |
| Nr | Kierowca           | Zespół                           | Samochód                      | Silnik           | Opony |

## Wyniki

### Sesje treningowe
Źródło: formula1.com
| Sesja | Nr | Kierowca         | Konstruktor | Czas     | Okr. |
| ----- | -- | ---------------- | ----------- | -------- | ---- |
| 1     | 5  | Sebastian Vettel | Ferrari     | 1:14,013 | 21   |
| 2     | 16 | Charles Leclerc  | Ferrari     | 1:13,449 | 33   |
| 3     | 16 | Charles Leclerc  | Ferrari     | 1:12,380 | 18   |

### Kwalifikacje
Źródło: formula1.com
| P                    | Nr | Kierowca           | Konstruktor  | Czasy w kwalifikacjach | Czasy w kwalifikacjach | Czasy w kwalifikacjach | Poz. s. |
| P                    | Nr | Kierowca           | Konstruktor  | Q1                     | Q2                     | Q3                     | Poz. s. |
| -------------------- | -- | ------------------ | ------------ | ---------------------- | ---------------------- | ---------------------- | ------- |
| 1                    | 44 | Lewis Hamilton     | Mercedes     | 1:12,852               | 1:12,149               | 1:11,767               | 1       |
| 2                    | 33 | Max Verstappen     | Red Bull     | 1:12,593               | 1:12,427               | 1:12,113               | 2       |
| 3                    | 77 | Valtteri Bottas    | Mercedes     | 1:13,075               | 1:12,424               | 1:12,129               | 3       |
| 4                    | 10 | Pierre Gasly       | Red Bull     | 1:12,991               | 1:12,385               | 1:12,522               | 4       |
| 5                    | 7  | Kimi Räikkönen     | Alfa Romeo   | 1:13,066               | 1:12,519               | 1:12,538               | 5       |
| 6                    | 8  | Romain Grosjean    | Haas         | 1:13,146               | 1:12,769               | 1:12,851               | 6       |
| 7                    | 55 | Carlos Sainz Jr.   | McLaren      | 1:13,221               | 1:12,632               | 1:12,897               | 7       |
| 8                    | 11 | Sergio Pérez       | Racing Point | 1:13,194               | 1:12,776               | 1:13,065               | 8       |
| 9                    | 27 | Nico Hülkenberg    | Renault      | 1:13,186               | 1:12,766               | 1:13,126               | 9       |
| 10                   | 16 | Charles Leclerc    | Ferrari      | 1:12,229               | 1:12,344               | —                      | 10      |
| 11                   | 99 | Antonio Giovinazzi | Alfa Romeo   | 1:13,170               | 1:12,786               |                        | 11      |
| 12                   | 20 | Kevin Magnussen    | Haas         | 1:13,103               | 1:12,789               |                        | 12      |
| 13                   | 3  | Daniel Ricciardo   | Renault      | 1:13,131               | 1:12,799               |                        | 13      |
| 14                   | 26 | Daniił Kwiat       | Toro Rosso   | 1:13,278               | 1:13,135               |                        | 14      |
| 15                   | 18 | Lance Stroll       | Racing Point | 1:13,256               | 1:13,450               |                        | 15      |
| 16                   | 4  | Lando Norris       | McLaren      | 1:13,333               |                        |                        | 191     |
| 17                   | 23 | Alexander Albon    | Toro Rosso   | 1:13,461               |                        |                        | 16      |
| 18                   | 63 | George Russell     | Williams     | 1:14,721               |                        |                        | 17      |
| 19                   | 88 | Robert Kubica      | Williams     | 1:14,839               |                        |                        | 18      |
| NS                   | 5  | Sebastian Vettel   | Ferrari      | —                      |                        |                        | 202     |
| 107% czasu: 1:17,285 |    |                    |              |                        |                        |                        |         |

Uwagi
- 1 — Lando Norris został cofnięty na koniec stawki za wymianę elementów silnika ponad regulaminowy limit (trzeciego MGU-K, trzeciej baterii i trzeciej elektroniki sterującej). Ze względu na brak uzyskanego czasu kwalifikacji przez Sebastiana Vettela, Lando Norris wystartował z 19 pozycji
- 2 — Sebastian Vettel nie ustanowił czasu podczas kwalifikacji ze względu na awarię turbosprężarki. Decyzją sędziów został dopuszczony do udziału w wyścigu. Dodatkowo otrzymał karę cofnięcia o 10 pozycji za wymianę elementów silnika ponad regulaminowy limit (trzeciej elektroniki sterującej), jednak kara ta nie wpłynęła na jego ostateczną pozycję startową

### Wyścig
Źródło: formula1.com
| P  | Nr | Kierowca           | Konstruktor  | Okr. | Czas               | Start | Punkty |
| -- | -- | ------------------ | ------------ | ---- | ------------------ | ----- | ------ |
| 1  | 33 | Max Verstappen     | Red Bull     | 64   | 1:44:31,275        | 2     | 261    |
| 2  | 5  | Sebastian Vettel   | Ferrari      | 64   | +7,333             | 20    | 18     |
| 3  | 26 | Daniił Kwiat       | Toro Rosso   | 64   | +8,305             | 14    | 15     |
| 4  | 18 | Lance Stroll       | Racing Point | 64   | +8,966             | 15    | 12     |
| 5  | 55 | Carlos Sainz Jr.   | McLaren      | 64   | +9,583             | 7     | 10     |
| 6  | 23 | Alexander Albon    | Toro Rosso   | 64   | +10,052            | 16    | 8      |
| 7  | 8  | Romain Grosjean    | Haas         | 64   | +16,838            | 6     | 6      |
| 8  | 20 | Kevin Magnussen    | Haas         | 64   | +18,765            | 12    | 4      |
| 9  | 44 | Lewis Hamilton     | Mercedes     | 64   | +19.667            | 1     | 2      |
| 10 | 88 | Robert Kubica      | Williams     | 64   | +24,987            | 18    | 1      |
| 11 | 63 | George Russell     | Williams     | 64   | +26,404            | 17    |        |
| 12 | 7  | Kimi Räikkönen     | Alfa Romeo   | 64   | +42,2142           | 5     |        |
| 13 | 99 | Antonio Giovinazzi | Alfa Romeo   | 64   | +43,8492           | 11    |        |
| 14 | 10 | Pierre Gasly       | Red Bull     | 61   | NU (Kolizja)†      | 4     |        |
| NS | 77 | Valtteri Bottas    | Mercedes     | 56   | NU (Wypadł z toru) | 3     |        |
| NS | 27 | Nico Hülkenberg    | Renault      | 39   | NU (Wypadek)       | 9     |        |
| NS | 16 | Charles Leclerc    | Ferrari      | 27   | NU (Wypadek)       | 10    |        |
| NS | 4  | Lando Norris       | McLaren      | 25   | NU (Utrata mocy)   | 19    |        |
| NS | 3  | Daniel Ricciardo   | Renault      | 13   | NU (Wydech)        | 13    |        |
| NS | 11 | Sergio Pérez       | Racing Point | 1    | NU (Wypadek)       | 8     |        |

Uwagi
- 1 — Jeden dodatkowy punkt jest przyznawany kierowcy, który ustanowił najszybsze okrążenie w wyścigu, pod warunkiem, że ukończył wyścig w pierwszej 10
- 2 — Kimi Räikkönen i Antonio Giovinazzi ukończyli wyścig odpowiednio na siódmym i ósmym miejscu, ale otrzymali karę 30 sekund za nieregulaminowe ustawienia sprzęgła
- † — Mimo nieukończenia wyścigu, zawodnik został sklasyfikowany, ponieważ przejechał 90% długości wyścigu

### Najszybsze okrążenie
Źródło: formula1.com
| Nr | Kierowca       | Konstruktor | Czas     | Okr. |
| -- | -------------- | ----------- | -------- | ---- |
| 33 | Max Verstappen | Red Bull    | 1:16,645 | 61   |

## Klasyfikacja po wyścigu

### Kierowcy
| P  | +/− | Kierowca           | Starty | Punkty | P1 | P2 | P3 | PP | NO | NS |
| -- | --- | ------------------ | ------ | ------ | -- | -- | -- | -- | -- | -- |
| 1  | 0   | Lewis Hamilton     | 11     | 225    | 7  | 2  | –  | 4  | 2  | –  |
| 2  | 0   | Valtteri Bottas    | 11     | 184    | 2  | 5  | 2  | 4  | 2  | 1  |
| 3  | 0   | Max Verstappen     | 11     | 162    | 2  | –  | 2  | –  | 2  | –  |
| 4  | 0   | Sebastian Vettel   | 11     | 141    | –  | 3  | 2  | 1  | 1  | –  |
| 5  | 0   | Charles Leclerc    | 11     | 120    | –  | 1  | 4  | 2  | 2  | 2  |
| 6  | 0   | Pierre Gasly       | 11     | 55     | –  | –  | –  | –  | 2  | 1  |
| 7  | 0   | Carlos Sainz Jr.   | 11     | 48     | –  | –  | –  | –  | –  | 1  |
| 8  | +6  | Daniił Kwiat       | 11     | 27     | –  | –  | 1  | –  | –  | 2  |
| 9  | −1  | Kimi Räikkönen     | 11     | 25     | –  | –  | –  | –  | –  | –  |
| 10 | −1  | Daniel Ricciardo   | 11     | 22     | –  | –  | –  | –  | –  | 3  |
| 11 | −1  | Lando Norris       | 11     | 22     | –  | –  | –  | –  | –  | 3  |
| 12 | +4  | Lance Stroll       | 11     | 18     | –  | –  | –  | –  | –  | 1  |
| 13 | −1  | Kevin Magnussen    | 11     | 18     | –  | –  | –  | –  | –  | 1  |
| 14 | −3  | Nico Hülkenberg    | 11     | 17     | –  | –  | –  | –  | –  | 2  |
| 15 | 0   | Alexander Albon    | 11     | 15     | –  | –  | –  | –  | –  | 1  |
| 16 | −3  | Sergio Pérez       | 11     | 13     | –  | –  | –  | –  | –  | 1  |
| 17 | 0   | Romain Grosjean    | 11     | 8      | –  | –  | –  | –  | –  | 5  |
| 18 | 0   | Antonio Giovinazzi | 11     | 1      | –  | –  | –  | –  | –  | 1  |
| 19 | +1  | Robert Kubica      | 11     | 1      | –  | –  | –  | –  | –  | –  |
| 20 | −1  | George Russell     | 11     | 0      | –  | –  | –  | –  | –  | –  |
| P  | +/− | Kierowca           | Starty | Punkty | P1 | P2 | P3 | PP | NO | NS |

### Konstruktorzy
| P  | +/− | Konstruktor               | Starty | Punkty | P1 | P2 | P3 | PP | NO | NS |
| -- | --- | ------------------------- | ------ | ------ | -- | -- | -- | -- | -- | -- |
| 1  | 0   | Mercedes                  | 22     | 409    | 9  | 7  | 2  | 8  | 4  | 1  |
| 2  | 0   | Ferrari                   | 22     | 261    | –  | 4  | 6  | 3  | 3  | 2  |
| 3  | 0   | Red Bull Racing-Honda     | 22     | 217    | 2  | –  | 2  | –  | 4  | 1  |
| 4  | 0   | McLaren-Renault           | 22     | 70     | –  | –  | –  | –  | –  | 4  |
| 5  | +3  | Scuderia Toro Rosso-Honda | 22     | 42     | –  | –  | 1  | –  | –  | 3  |
| 6  | −1  | Renault                   | 22     | 39     | –  | –  | –  | –  | –  | 5  |
| 7  | 0   | Racing Point-BWT Mercedes | 22     | 31     | –  | –  | –  | –  | –  | 2  |
| 8  | +1  | Haas-Ferrari              | 22     | 26     | –  | –  | –  | –  | –  | 6  |
| 9  | −3  | Alfa Romeo Racing-Ferrari | 22     | 26     | –  | –  | –  | –  | –  | 1  |
| 10 | 0   | Williams-Mercedes         | 22     | 1      | –  | –  | –  | –  | –  | –  |
| P  | +/− | Konstruktor               | Starty | Punkty | P1 | P2 | P3 | PP | NO | NS |